# Розсудливість

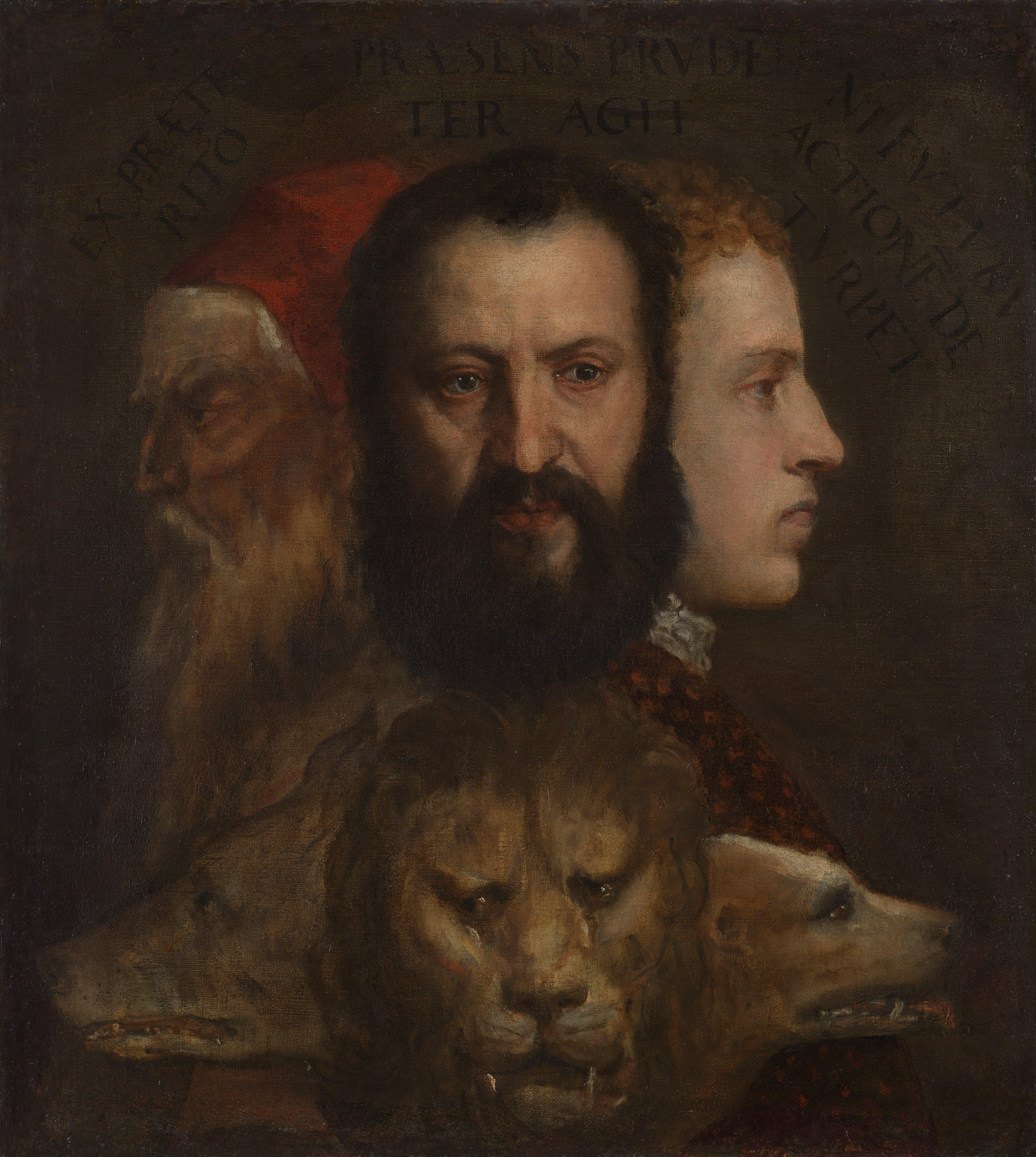
Алегорія розсудливості. Тіціан. Пояснювальний напис вгорі означає: «Виходячи з минулого, людина діє розсудливо в сьогоденні, щоб не пошкодити майбутньому»

Розсудливість (обачність) — моральна якість та одна з чотирьох кардинальних чеснот (за схемою Платона, Святого Амвросія та Томи Аквінського), проявляється і полягає в тому, щоб вміти побачити, де є добро, а де зло. Добро прийняти, а зло відкинути. Бо зло дуже часто, практично завжди, маскується під добро. Воно не приходить явно і не показує себе, що воно є зло. Воно намагається показати себе добром, що так треба робити, бо всі так роблять, і таким чином змусити людину чинити зло.
Святі отці називають розсудливість однією з найбільших чеснот.
.«..У ній <розсудливості> полягає премудрість, у ній розум і сенс, без яких не можна ні творити внутрішній наш дім, ні збирати духовне багатство, як сказано: на премудрості збудувався дім і з розумом виправляється, і з почуттям (тямущістю) наповнюються скарби багатства (порівн.: Притч. 24, 3). Вона називається міцною їжею, властивою тим, які навичкою привчили почуття до розрізнення добра і зла (див.: Євр. 5, 14). З цього ясно відкривається, що без дару розсудливості не може стояти жодна чеснота або бути твердою до кінця. Бо вона є матір'ю, хранителькою та управителькою всіх чеснот», - преподобний авва Мойсей.